# フィンテック
フィンテック、fintech（英: financial technology）とは、Finance（金融）とTechnology（技術）を組み合わせた造語であり、ファイナンス・テクノロジー（フィナンス・テクノロジーとも呼ばれる）の略。
「ICTを駆使した革新的（innovative）、あるいは破壊的（disruptive）な金融商品・サービスの潮流」などの意味で使用される。既存の金融機関が持つ総合的な金融サービスのうち、顧客が必要とする一部の機能のみに特化することで、低コストでサービスを受けることが可能となる。
フィンテックと金融工学は共に金融に情報処理を用いたものであるが、違いとして、金融工学は従来の手法に情報処理を用いるものである、フィンテックは情報処理技術を用いて新たな金融サービスを作り出すという用語として使われる。例として、株式投資で利益を出すために情報処理を用いるのが金融工学であり、情報処理を用いて株のオンライン取引を提供することがフィンテックである。

## 概要
坂村健は、IoT（モノのインターネット）がビッグデータを生成しフィンテックの基盤の1つになるとし、Web2.0に準えてフィンテックを「経済2.0」とし、「社会2.0」には、「経済2.0」が必須となり、その先には社会を自動運転できる、とする。
金融領域のイノベーションに係る新業務が、既存の金融規制とどのように整合性を取るかが困難である場合がある 。
世界的に見ると、フィンテックは2017年時点で、電子商取引では10％、デジタルメディアでは約40％の割合を占めるのに対し、世界金融サービス業界では1％未満の割合に留まる。

## 歴史
2003年にアメリカの業界紙『アメリカン・バンカー』が「Fintech 100」と題する業界番付を発表している。
フィンテックの勃興は2008年リーマンショック以降と言う説もある。
2014年にはアメリカにおける投資額が前年比約3倍の9,887万ドルに達した。
2016年2月には国際決済銀行がビッグデータを各中央銀行の金融政策に反映できるものと評価・報告した。

## 事例

### スイス
2019年3月、スイス銀行家協会は、ブロックチェーン技術を持つフィンテック企業が銀行の法人口座を開設しやすくするためのガイドラインをまとめた。これを受け、UBSは、フィンテック企業への対応をまとめた独自の指針を策定し、ブロックチェーン企業の窓口となる専門チームを設けている。

### スペイン
スペイン大手銀行のビルバオ・ビスカヤ・アルヘンタリア銀行(BBVA)のCEOが「BBVAは将来ソフトウェア会社になるだろう」と述べている。イギリスの財務大臣ジョージ・オズボーンが、2014年8月のスピーチでイギリスを2025年までに「グローバル・フィンテック・キャピタル」と発表。

### 日本
2015年にフィンテックのハッカソンが行われるようになり、大手の金融機関やSIerも市場に参入。富士通、三井住友銀行のほか、三菱東京UFJ銀行はビジネスコンテストを開催するなどしている。2016年に地方銀行や都市銀行などの金融機関においては、積極的にクラウド会計ソフトを活用する。

#### J.Score
2017年9月25日、みずほ銀行とソフトバンクが設立したJ.Scoreがフィンテックを活用した個人向け融資サービス「AIスコア・レンディング」の提供を開始した。

#### SBIホールディングス
SBIホールディングスは、ブロックチェーンを利用した低コストの国際送金サービスの開始や、日本航空と外貨両替が容易になる国際プリペイドカード事業などを行う共同持ち株会社を設立した。

#### オリックス
オリックスは、P2P金融を手掛ける中国の上海点栄金融信息服務（点融）に6000万ドルを出資した。

#### 三井住友フィナンシャルグループ
三井住友フィナンシャルグループは、フィンテック企業との共同法人で生体認証サービスや、スマートフォンを使った電子バーコードによる公共料金のコンビニ収納代行などを開始した。2018年6月1日にヤフーと金融関連アプリの企画・開発や顧客データの分析を行うフィンテック同出資会社を設立した。

#### 三菱UFJフィナンシャル・グループ
2017年に三菱UFJフィナンシャル・グループは、ブロックチェーン技術を用いた独自の仮想通貨「MUFGコイン」を発行することを発表した。将来的には個人向けサービスへの展開を表明しているが、当初は行内の取引管理コスト削減を狙い、海外送金や決済などでインフラコスト削減効果確認の実証実験を行うとしている。2018年5月、三菱UFJフィナンシャル・グループはアカマイ・テクノロジーズと「決済処理速度2秒以下、世界最速の取引処理性能毎秒100万件超の取引」を可能とする新型ブロックチェーンを開発したと発表した。